# Lommaflytets naturreservat
Lommaflytets naturreservat är ett naturreservat i Sillhövda socken i Karlskrona kommun i Blekinge län.
Området är skyddat sedan 2022 och omfattar 46 hektar. Det är beläget öster om Holmsjö.
Reservatet består av myrmark en källsjö och barrnaturskog.
Naturreservatet ingår i EU:s ekologiska nätverk, Natura 2000.